# Enes Hocaoğulları
Enes Hocaoğulları (geb. 2002) ist ein türkischer Jugend- und LGBTI+-Menschenrechtler. Seit Februar 2025 vertritt er die Türkei als Jugenddelegierter im Kongress der Gemeinden und Regionen des Europarats. Anfang August 2025 wurde er nach einer vielbeachteten Rede über demokratische Rückschritte in der Türkei bei seiner Einreise in Ankara festgenommen, was international scharfe Kritik hervorrief.

## Leben
Hocaoğulları wurde 2002 geboren. Schon während seiner Schulzeit setzte er sich in der Klimabewegung ein, bevor er sich verstärkt für Menschen- und Jugendrechte einsetzte. Seit 2022 arbeitet er als International Advocacy and Fundraising Coordinator bei der in Ankara ansässigen LGBTI+-Organisation ÜniKuir. Er lebt und arbeitet überwiegend in Ankara.

## Wirken
Im Februar 2025 wurde Hocaoğulları vom Europaratskongress zum Jugenddelegierten der Türkei gewählt. Am 30. März 2025 sprach er vor dem Kongress über die Verhaftung des Istanbuler Bürgermeisters Ekrem İmamoğlu und nannte die Betroffenen „Menschen, die vom demokratischen Rückschritt in der Türkei betroffen sind“. In seiner emotionalen Rede schilderte er die Polizeigewalt gegen friedliche Demonstrierende sowie die Festnahme zahlreicher junger Menschenrechtler. Seine Ansprache verbreitete sich in den sozialen Medien und veranlasste die türkischen Behörden zu Ermittlungen wegen „öffentlicher Verbreitung irreführender Informationen“ und „Aufstachelung zu Hass und Feindseligkeit“. Sowohl die Terrorstrafverfolgungsabteilung der Istanbuler Staatsanwaltschaft als auch die Pressedelikteabteilung der Staatsanwaltschaft Ankara eröffneten Verfahren, die später zusammengeführt wurden. Bei seiner Ankunft am Flughafen Ankara-Esenboğa wurde Hocaoğulları Anfang August 2025 festgenommen und in Untersuchungshaft genommen.
Marc Cools, Präsident des Europaratskongresses, verurteilte die Festnahme als klaren Verstoß gegen das Recht auf Meinungsfreiheit und forderte seine sofortige Freilassung. Auch der Menschenrechtskommissar des Europarats Michael O’Flaherty und der Türkei-Berichterstatter des Europäischen Parlaments Nacho Sánchez Amor schlossen sich den Forderungen nach Freilassung an. Menschenrechtsorganisationen werteten die Festnahme als Teil einer umfassenden Repressionskampagne gegen Oppositionelle und insbesondere gegen die LGBTI+-Gemeinschaft in der Türkei. Noch aus der Haft versicherte Hocaoğulları seinem Unterstützerkreis in einer kurzen Nachricht, es gehe ihm den Umständen entsprechend gut.